# Jordi Martínez de Foix i Llorenç
Jordi Martínez de Foix i Llorenç (Barcelona, 23 d'abril de 1957 - Barcelona, 14 d'octubre de 1978) fou un militant independentista i socialista català, membre de les joventuts del Partit Comunista d'Espanya (internacional), mort en manipular un explosiu.

## Biografia
Era fill de Sant Andreu de Palomar, a Barcelona.
A quinze anys va entrar a militar al PCE(i), partit que era il·legal, que apostava per la lluita al carrer i per la independència de diversos territoris de l'estat, entre ells Catalunya. Va participar en desenes de manifestacions. El 2 de desembre de 1977, en una de les moltes manifestacions en què va participar, és ferit de bala per policies de paisà. A l'hospital, l'assetjament policíac contra ell va ser constant. Va ser donat d'alta l'1 de maig de 1978, i aquella mateixa tarda va anar a una manifestació. L'activitat política d'en Jordi era frenètica.
A finals del 1978, sense temps per refer-se de l'assassinat de Gustau Muñoz, que el va colpir enormement, en Jordi preparava uns artefactes per fer servir el 15 d'octubre, en memòria del president Lluís Companys, afusellat pels franquistes feia 38 anys. En Jordi era en un pis franc que tenia a Nou Barris, a l'aleshores Carrer Lucena, actualment Passeig Verdum. Mentre manipulava els explosius, aquests li van explotar a les mans, causant-li la mort immediata. Eren les 21:23h del 14 d'octubre; a aquesta hora se li va parar el rellotge.
En la investigació posterior van trobar fòsfor al pis, un material que no es feia servir per als explosius que utilitzava en Jordi (de tipus irlandès). El fet que la ubicació fos un pis franc, que només coneixien en Jordi i els seus, ha portat sempre la família a pensar en una infiltració dins el grup; aquesta acusació ha suposat discussions amb alguna gent del PCE(i).
El 30 d'octubre d'aquell mateix any, la família, els amics i companys d'en Jordi van voler retre-li homenatge a la Parròquia de Sant Andreu de Palomar, a la Pl. Orfila. A l'acte, hi havia d'intervenir en Lluís Maria Xirinacs, el pare d'en Jordi, gent de Socors Català, i d'altres companys de militància. Centenars de persones s'hi van acostar, però es van trobar la plaça i els voltants ocupats per la policia espanyola. La família, volent evitar més dolor, va decidir no fer la cerimònia, malgrat que el mossèn no s'hi negava tot i la prohibició.
Ja en aquell acte, en Jordi hi era descrit com a "patriota i comunista". És per això, per la seva lluita i compromís amb el país i la classe treballadora, que l'Esquerra Independentista el considera uns dels lluitadors caiguts en combat i l'assemblea local de Sant Andreu-Nou Barris d'Endavant, a Barcelona, li organitza un homenatge anual.